# Campionatul Sudamerican 1916
Campionatul Sudamerican din 1916 a fost primul campionat continental pentru echipele naționale din America de Sud. A avut loc la Buenos Aires , Argentina , între 2 iulie și 17 iulie, în timpul comemorărilor centenarului de independență a Argentinei . Turneul a fost câștigat de Uruguay , care s-a duelat cu Argentina în ultimul meci al turneului pentru titlu de campioană.

## Runda finală
Fiecare echipă a jucat un singur meci împotriva fiecărei echipe. Două (2) puncte au fost acordate pentru o victorie, un (1) punct pentru egalitate și zero (0) puncte pentru o înfrângere.
| Team      | Pld | W | D | L | GF | GA | GD | Pts |
| --------- | --- | - | - | - | -- | -- | -- | --- |
| Uruguay   | 3   | 2 | 1 | 0 | 6  | 1  | +5 | 5   |
| Argentina | 3   | 1 | 2 | 0 | 7  | 2  | +5 | 4   |
| Brazilia  | 3   | 0 | 2 | 1 | 3  | 4  | −1 | 2   |
| Chile     | 3   | 0 | 1 | 2 | 2  | 11 | −9 | 1   |

| Uruguay                             | 4–0 | Chile |
| ----------------------------------- | --- | ----- |
| Piendibene 44', 75' Gradín 55', 70' |     |       |

| Argentina                                                             | 6–1 | Chile    |
| --------------------------------------------------------------------- | --- | -------- |
| Ohaco 2', 75' J.D. Brown 60' (pen.), 62' (pen.) Marcovecchio 67', 81' |     | Báez 44' |

| Brazilia        | 1–1 | Chile       |
| --------------- | --- | ----------- |
| Demósthenes 29' |     | Salazar 85' |

| Argentina  | 1–1 | Brazilia    |
| ---------- | --- | ----------- |
| Laguna 10' |     | Alencar 23' |

| Uruguay                | 2–1 | Brazilia        |
| ---------------------- | --- | --------------- |
| Gradín 58' Tognola 77' |     | Friedenreich 8' |

| Argentina | 0–0 | Uruguay |
| --------- | --- | ------- |
|           |     |         |

## Campioni
| Campioni ai Campionatului Sudamerican din 1916 |
| ---------------------------------------------- |
| · Uruguay · Primul titlu                       |

## Legături externe
- Copa América, CONMEBOL.com
- The Copa América Archive – Trivia
- RSSSF archive – includes extensive match reports.